# سینما فرهنگیان (تبریز)
سینما فرهنگیان یک سینما در شهر تبریز، ایران است.
این سینما که در سال ۱۳۴۲ تأسیس شده پس از انقلاب ۱۳۵۷ به اداره آموزش و پرورش تبریز واگذار شده‌است.